# Referendum abrogativi in Italia del 2003
I referendum abrogativi in Italia del 2003 si tennero il 15 giugno ed ebbero ad oggetto due distinti quesiti.
Si trattò della prima occasione in cui il voto degli italiani residenti all'estero poté essere espresso per corrispondenza, a seguito dell'approvazione della cosiddetta Legge Tremaglia.
Poiché il quorum non fu raggiunto, il referendum risultò invalido (art. 75 della Costituzione).

## Quesiti

### Reintegrazione dei lavoratori illegittimamente licenziati
Reintegrazione dei lavoratori illegittimamente licenziati, abrogazione delle norme che stabiliscono limiti numerici ed esenzioni per l'applicazione dell'articolo 18 dello Statuto dei lavoratori. Promosso da Rifondazione Comunista.
"Volete voi l'abrogazione: dell'art. 18, comma 1º, della legge 20 maggio 1970, n. 300, titolata "Norme sulla tutela della libertà e dignità dei lavoratori, della libertà sindacale e dell'attività sindacale nei luoghi di lavoro e norme sul collocamento", come modificato dall'art. 1 della legge 11 maggio 1990, n. 108, limitatamente alle sole parole "che in ciascuna sede, stabilimento, filiale, ufficio o reparto autonomo nel quale ha avuto luogo il licenziamento occupa alle sue dipendenze più di quindici prestatori di lavoro o più di cinque se trattasi di imprenditore agricolo" e all'intero periodo successivo che recita "Tali disposizioni si applicano altresì ai datori di lavoro, imprenditori e non imprenditori, che nell'ambito dello stesso comune occupano più di quindici dipendenti ed alle imprese agricole che nel medesimo ambito territoriale occupano più di cinque dipendenti, anche se ciascuna unità produttiva, singolarmente considerata, non raggiunge tali limiti, e in ogni caso al datore di lavoro, imprenditore e non imprenditore, che occupa alle sue dipendenze più di sessanta prestatori di lavoro"; dell'art. 18, comma 2º, della legge 20 maggio 1970, n. 300, titolata "Norme sulla tutela della libertà e dignità dei lavoratori, della libertà sindacale e dell'attività sindacale nei luoghi di lavoro, e norme sul collocamento", come modificato dall'art. 1 della legge 11 maggio 1990, n. 108, che recita: "Ai fini del computo del numero dei prestatori di lavoro di cui al primo comma si tiene conto anche dei lavoratori assunti con contratto di formazione e lavoro, dei lavoratori assunti con contratto a tempo indeterminato parziale, per la quota di orario effettivamente svolto, tenendo conto, a tale proposito, che il computo delle unità lavorative fa riferimento all'orario previsto dalla contrattazione collettiva del settore. Non si computano il coniuge ed i parenti del datore di lavoro entro il secondo grado in linea diretta e in linea collaterale"; dell'art. 18, comma 3º, della legge 20 maggio 1970, n. 300, titolata "Norme sulla tutela della libertà e dignità dei lavoratori, della libertà sindacale e dell'attività sindacale nei luoghi di lavoro e norme sul collocamento", come modificato dall'art. 1 della legge 11 maggio 1990, n. 108, che recita "Il computo dei limiti occupazionali di cui al secondo comma non incide su norme o istituti che prevedono agevolazioni finanziarie o creditizie"; dell'art. 2, comma 1º, legge 11 maggio 1990, n. 108, titolata "Disciplina dei licenziamenti individuali", che recita: "I datori di lavoro privati, imprenditori non agricoli e non imprenditori, e gli enti pubblici di cui all'art. 1 della legge 15 luglio 1966, n. 604, che occupano alle loro dipendenze fino a quindici lavoratori ed i datori di lavoro imprenditori agricoli che occupano alle loro dipendenze fino a cinque lavoratori computati con il criterio di cui all'art. 18 della legge 20 maggio 1970, n. 300, come modificato dall'art. 1 della presente legge, sono soggetti all'applicazione delle disposizioni di cui alla legge 15 luglio 1966, n. 604, così come modificata dalla presente legge. Sono altresì soggetti all'applicazione di dette disposizioni i datori di lavoro che occupano fino a sessanta dipendenti, qualora non sia applicabile il disposto dell'art. 18 della legge 20 maggio 1970, n. 300, come modificato dall'art. 1 della presente legge";dell'art. 8 della legge 15 luglio 1966, n. 604, titolata "Norme sui licenziamenti individuali", come sostituito dall'art. 2, comma 3º, della legge 11 maggio 1990, n. 108, che recita "Quando risulti accertato che non ricorrono gli estremi del licenziamento per giusta causa o giustificato motivo, il datore di lavoro è tenuto a riassumere il prestatore di lavoro entro il termine di tre giorni o, in mancanza, a risarcire il danno versandogli un'indennità di importo compreso tra un minimo di 2,5 e un massimo di 6 mensilità dell'ultima retribuzione globale di fatto, avuto riguardo al numero dei dipendenti occupati, alle dimensioni dell'impresa, all'anzianità di servizio del prestatore di lavoro, al comportamento e alle condizioni delle parti. La misura massima della predetta indennità può essere maggiorata fino a 10 mensilità per il prestatore di lavoro con anzianità superiore a dieci anni e fino a 14 mensilità per il prestatore di lavoro con anzianità superiore ai 20 anni, se dipendenti da datore di lavoro che occupa più di quindici prestatori di lavoro"; dell'art. 4, comma 1º, della legge 11 maggio 1990, n. 108, titolata "Disciplina dei licenziamenti individuali", limitatamente al periodo che così recita: "La disciplina di cui all'art. 18 della legge 20 maggio 1970, n. 300, come modificato dall'art. 1 della presente legge, non trova applicazione nei confronti dei datori di lavoro non imprenditori che svolgono senza fini di lucro attività di natura politica, sindacale, culturale, ovvero di religione o di culto?".

### Servitù coattiva di elettrodotto
Abrogazione dell'obbligo per i proprietari terrieri di dar passaggio alle condutture elettriche sui loro terreni. Promosso dai Verdi.
"Volete che sia abrogata la servitù di elettrodotto stabilita: dall'art. 119 del testo unico delle disposizioni di legge sulle acque e impianti elettrici, approvato con regio decreto 11 dicembre 1933, n. 1775, il quale stabilisce: “Ogni proprietario è tenuto a dare passaggio per i suoi fondi alle condutture elettriche aeree e sotterranee che esegua chi ne abbia ottenuto permanentemente o temporaneamente l'autorizzazione dall'autorità competente”; nonché dall'art. 1056 del codice civile: “Ogni proprietario è tenuto a dare passaggio per i suoi fondi alle condutture elettriche, in conformità delle leggi in materia?”.

## Posizioni dei partiti
Si riassumono di seguito le posizioni dei principali partiti politici in merito ai quesiti referendari

### Reintegrazione dei lavoratori illegittimamente licenziati

#### Sí
- Rifondazione Comunista
- Federazione dei Verdi
- Partito dei Comunisti Italiani
- Italia dei Valori

#### No
- Radicali Italiani
- Forza Italia
- Alleanza Nazionale
- Lega Nord
- Unione di Centro

#### Astensione
- Democratici di Sinistra
- Socialisti Democratici Italiani
- Democrazia è Libertà - La Margherita
- Popolari-UDEUR

### Servitú coattiva di elettrodotto

#### Sí
- Rifondazione Comunista
- Federazione dei Verdi
- Partito dei Comunisti Italiani
- Italia dei Valori

#### No
- Radicali Italiani
- Forza Italia
- Alleanza Nazionale
- Lega Nord
- Unione di Centro

#### Astensione
- Democratici di Sinistra
- Democrazia è Libertà - La Margherita
- Popolari-UDEUR

## Risultati

### Primo quesito
Reintegrazione dei lavoratori illegittimamente licenziati.
| Sì                          | 10 574 389 | 86,74 |  |  |  |  |  |  |
| No                          | 1 616 691  | 13,26 |  |  |  |  |  |  |
| Totale                      | 12 191 080 | 100   |  |  |  |  |  |  |
|                             |            |       |  |  |  |  |  |  |
| Schede bianche              | 271 049    | 2,13  |  |  |  |  |  |  |
| Schede nulle                | 265 785    | 2,09  |  |  |  |  |  |  |
| Votanti                     | 12 727 914 | 25,73 |  |  |  |  |  |  |
| Elettori                    | 49 474 940 |       |  |  |  |  |  |  |
|                             |            |       |  |  |  |  |  |  |
| Esito: Quorum non raggiunto |            |       |  |  |  |  |  |  |

### Secondo quesito
Servitù coattiva di elettrodotto.
| Sì                          | 10 430 658 | 85,53 |  |  |  |  |  |  |
| No                          | 1 764 417  | 14,47 |  |  |  |  |  |  |
| Totale                      | 12 195 075 | 100   |  |  |  |  |  |  |
|                             |            |       |  |  |  |  |  |  |
| Schede bianche              | 291 588    | 2,29  |  |  |  |  |  |  |
| Schede nulle                | 251 682    | 1,98  |  |  |  |  |  |  |
| Votanti                     | 12 738 345 | 25,75 |  |  |  |  |  |  |
| Elettori                    | 49 474 940 |       |  |  |  |  |  |  |
|                             |            |       |  |  |  |  |  |  |
| Esito: Quorum non raggiunto |            |       |  |  |  |  |  |  |